# 二苯基氯化䏲
二苯基氯化䏲是一种锑的有机化合物，有毒。

## 制备
由二苯基汞和三氯化锑反应制得。

## 性质
二苯基氯化䏲是白色晶体，在空气中稳定，但强热可在空气中燃烧，产生三氧化二锑和氯化氢。二苯基氯化䏲可溶于有机溶剂。可以和水反应，产生[(C6H5)2Sb]2O。和含氢负离子的物种反应，产生(C6H5)2SbH。

## 用途
二苯基氯化䏲可以用来制造[(C6H5)2Sb]2O，其方法是将二苯基氯化䏲在氢氧化钾中水解得到。